# LK III
Leichter Kampfwagen III ili skraćeno LK III je njemački laki tenk u Prvom svjetskom ratu s istom osnovom kao LK I i LK II. 
Iako je bilo jasno da ni LK II neće ući u serijsku proizvodnju dovoljno rano da se uključi u borbena djelovanja, razvoj njemačkih tenkova se nije zaustavljao. Tako je nastao Leichte Kampfwagen III. Iako bi se po oznaci moglo zaključiti da se radilo o samo još jednom poboljšanju LK I/II, nije bilo tako. Zapravo se radilo o potpuno novom tenku, koji je trebao imati motor u stražnjem dijelu. U osnovi bi bio kopija francuskog tenka Renault FT-17, koji se vrlo dojmio njemačkih zapovjednika. To i ne začuđuje jer se radilo o možda najboljem tenku I. svjetskog rata. Samo jedan izvor navodi da je za projektiranje LK III bio zadužen Joseph Vollmer, što je lako moguće. Pozorno proučivši zarobljene FT-17, njemački su visoki časnici zaključili da je to znatno bolje rješenje nego njihov LK II. Zbog toga je Vollmer dobio zadaću da u što kraćem vremenu razvije tenk koji će imati jednaku konfiguraciju s motorom u stražnjem dijelu, kupolom na sredini i prostorom za vozača u prednjem dijelu. Kako bi to ostvario, morao je su razviti potpuno novo tijelo jer se takav raspored komponenti nije mogao provesti na šasiji auta ili kamiona. Osim toga bilo je nužno razviti i testirati novi mjenjač i novo podvozje. Kao osnovno naoružanje predviđen je ruski top Sokol kalibra 57 mm. Zbog neugodnih iskustava s prevelikim topom za LK II kao opcija se spominjao top Becker Flieger kalibra 20 mm. Razvoj novog tijela i novih komponenti zahtijevao je vrijeme kojeg Njemačka više nije imala, tako da LK III nije dospio dalje od idejnih nacrta.